# Microdon obesus
Microdon obesus là một loài ruồi trong họ Ruồi giả ong (Syrphidae). Loài này được Hervé-Bazin mô tả khoa học đầu tiên năm 1913. Microdon obesus phân bố ở vùng Châu Phi